# José María Gómez del Barco
José María Gómez del Barco (Valladolid, 19 de marzo de 1901-carretera de Aravaca, 18 de septiembre de 1936) fue un aviador militar español que participó en la guerra de Marruecos.

## Biografía
Nació en Valladolid en 1901, y tras terminar el bachillerato decidió dedicarse a la mecánica. Se presentó voluntario en Ingenieros, para el Servicio de Aviación, en 1922 y fue trasladado a Marruecos, incorporándose al aeródromo de Nador. Allí fue ascendido a cabo. Más tarde fue destinado al aeródromo de Sania Ramel, donde se reveló como un buen aviador. El 26 de octubre fue condecorado con la Cruz Laureada de San Fernando por una acción en la guerra: durante el cerco de Solano atacó a los rifeños, ametrallándoles en vuelo rasante. Recibió dos impactos de bala, uno en el hombro y otro en la sien, pero siguió pilotando el avión y permitió que su ayudante avituallara a los españoles sitiados. 
Al finalizar la guerra fue destinado al aeródromo de Cuatro Vientos. Al comenzar la guerra civil española se negó a volar con el ejército republicano por lo que fue arrestado en su domicilio, del que desapareció, encontrándose su cadáver en la madrugada del 18 de septiembre de 1936 en la carretera de Aravaca.